# Sevenum
Sevenum (uitspraakⓘ) (Noord-Limburgs: Zaerum) is een plaats in de gemeente Horst aan de Maas, in de Nederlandse provincie Limburg. De kern Sevenum telt 6.890 inwoners. Daarmee is het de op een na grootste plaats in de gemeente, na Horst. Tot 1 januari 2010 was Sevenum een gemeente, gevormd door de kernen Sevenum, Kronenberg en Evertsoord.
In Sevenum wordt een eigen dialect gesproken; het Sevenums.

## Geschiedenis
Van oudsher is Sevenum een agrarisch dorp (esdorp). Al in de bronstijd en ijzertijd was er sprake van enige bewoning, wat blijkt uit een aantal vondsten uit die periode. Het oudste document waarin Sevenum wordt genoemd is een aflaatbrief uit 1317 die ook de patroonheiligen van de kerk vermeldt: Fabianus en Sebastianus. Sebastianus ziet men ook in Sevenums wapen en symbolisch in de vlag.
Ten noorden van het dorp werd in de 15e eeuw het kasteel De Donck gebouwd. De laatste restanten van dit kasteel zijn begin 20e eeuw afgebroken. Tevens stonden in Sevenum de huizen Steinhagen en Schenkenburg.
In 1674 werd Sevenum een zelfstandige heerlijkheid, die behoorde bij het Overkwartier van Gelre of Spaans Opper-Gelre. Tijdens de Spaanse Successieoorlog werd het gebied door Pruisische troepen bezet, en zo bleef het als deel van Pruisisch Opper-Gelre ongeveer een eeuw lang Duits, tot de komst van de Franse troepen in 1794. In deze Franse tijd werd Sevenum in 1800 bij Horst gevoegd. Bij Koninklijk Besluit van Leopold I van België in 1836 werd Sevenum weer afgesplitst van Horst als een zelfstandige gemeente.
Vanaf 1745 werd begonnen met de ontginning van de woeste gronden, in beginsel nog op kleine schaal. Vanaf 1938 werd de ontginning groot aangepakt. Hierdoor ontstond een nieuw kerkdorp: Evertsoord, opgeleverd in 1959.

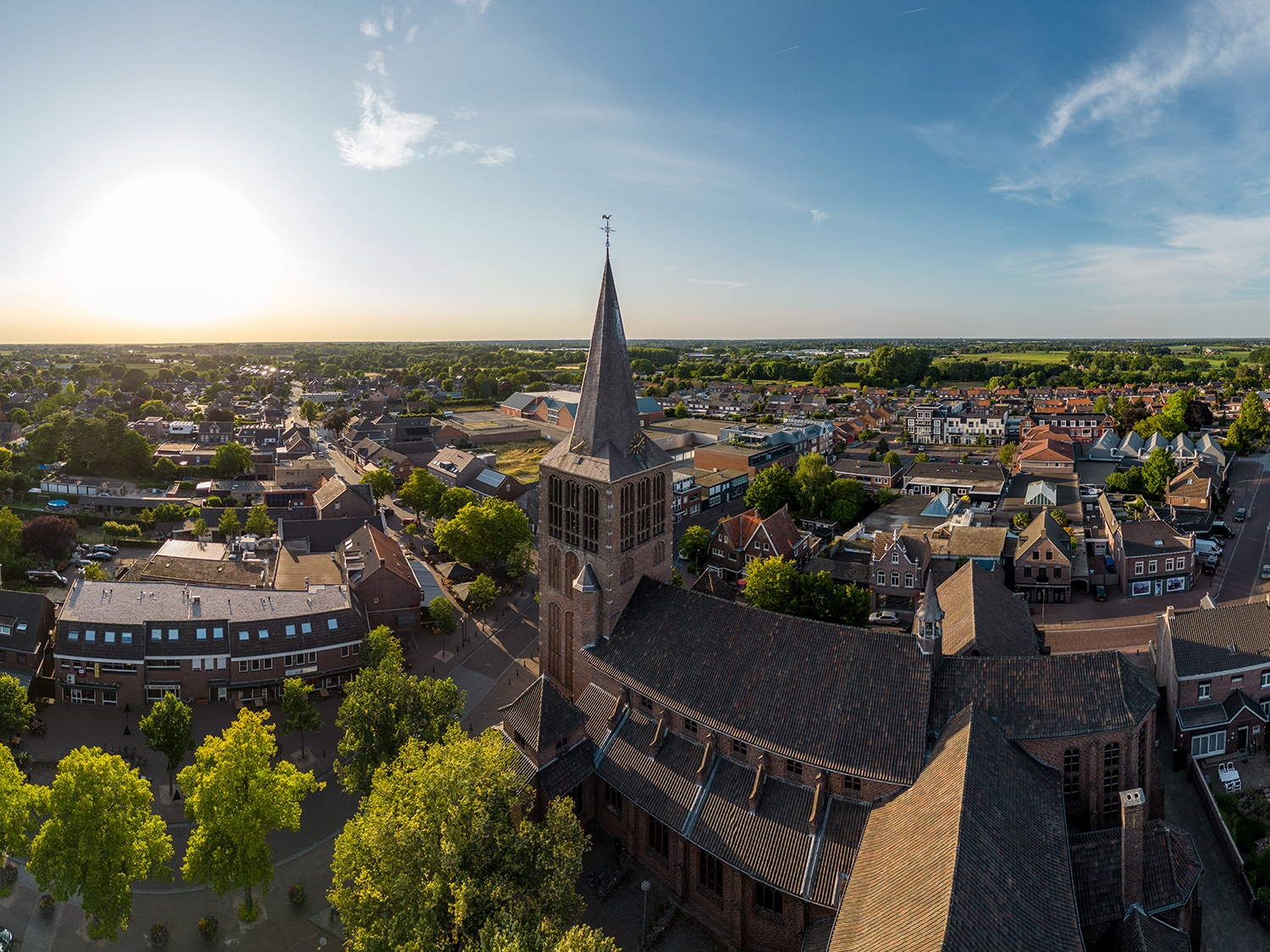

### Tweede Wereldoorlog
Sevenum was tijdens de Tweede Wereldoorlog bezet. Op 8 oktober 1944 vond er ook hier, net als in heel Noord-Limburg en delen van Noord-Brabant, een razzia plaats: mannen werden na het verlaten van de kerk opgepakt om tewerk gesteld te worden. Deze razzia staat bekend als de grote kerkrazzia. Van de 326 Sevenumse mannen die werden gedeporteerd overleefden 5 het niet. Sevenum werd op 22 november 1944 bevrijd door de 15th Scottish Division tijdens Operatie Nutcracker. Op deze dag schoot de Duitse bezetter nog wel een geallieerde bommenwerper neer. Het toestel maakte een noodlanding, niet ver van de Kevelaersedijk. Omwonenden hielpen de piloot in de bossen te ontkomen. De gehavende propeller van dit toestel, die werd verborgen, domineert nu het oorlogsmonument aan het Julianaplein.

### Gemeentelijke fusies
Tot eind 2009 was Sevenum een gemeente, bestaande uit de dorpen Sevenum, Kronenberg en Evertsoord. De gemeente telde 7.609 inwoners (2006) en had een oppervlakte van 45,62 km².
In maart 2008 bleek uit een referendum, naar aanleiding van herindelingsplannen vanuit de provincie, dat 59% van de inwoners er de voorkeur aan gaf liever te fuseren met Horst dan zelfstandig te blijven. Zo ontstond op 1 januari 2010, door samenvoeging van Sevenum, Kronenberg, Evertsoord en de dorpen Meerlo, Tienray en Swolgen (kernen van de voormalige gemeente Meerlo-Wanssum) met Horst aan de Maas een nieuwe gemeente, die echter de naam Horst aan de Maas bleef voeren.

## Bezienswaardigheden

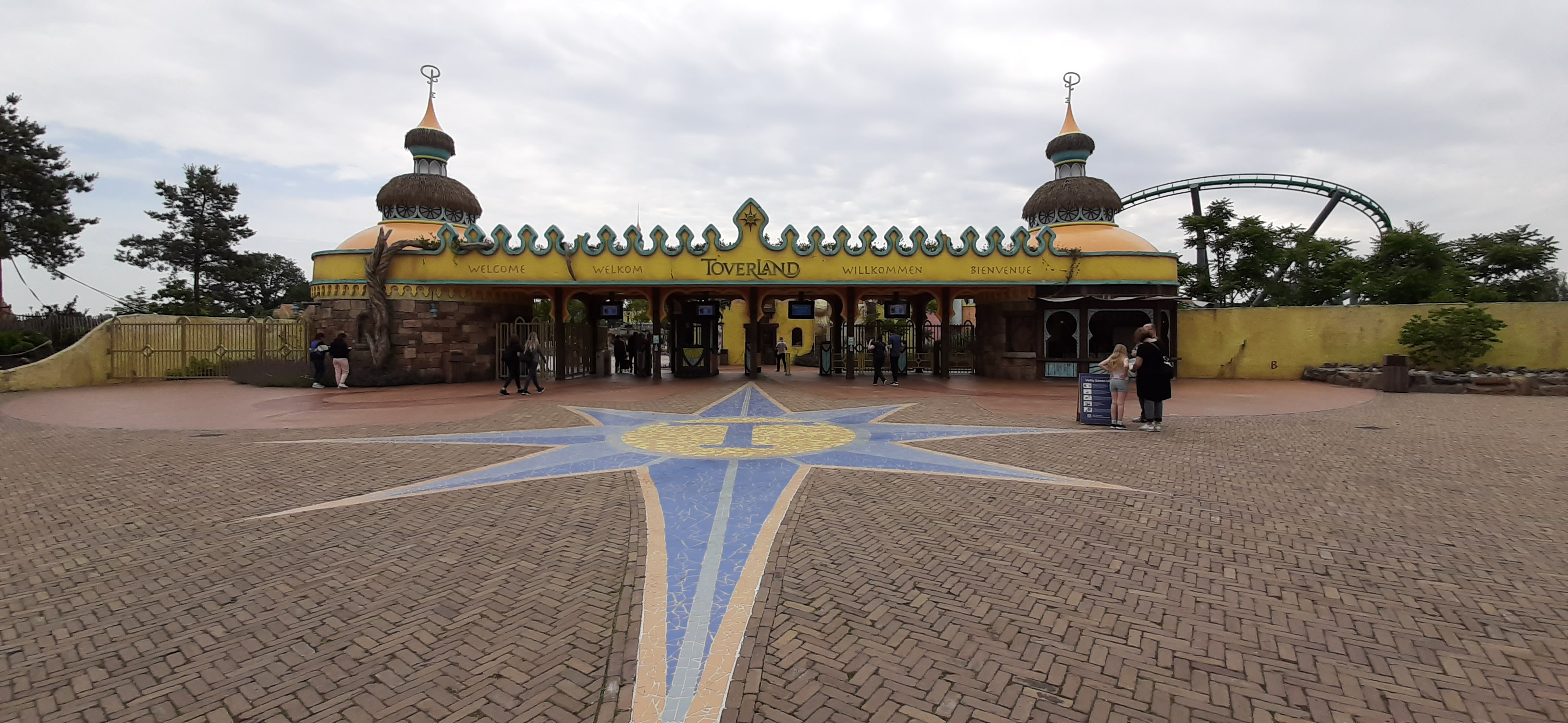
Attractiepark Toverland

- De Sint-Fabianus en Sebastianuskerk
- Een aantal veldkapellen, waaronder:
  - Sint-Annakapel, aan splitsing Grubbenvorsterweg/Dijkerheideweg, uit 1911
  - Sint-Annakapel, aan Staarterstraat, uit de 1e helft van de 18e eeuw.
  - Sint-Antoniuskapel, aan Steinhagenstraat, uit de 1e helft van de 18e eeuw
  - Sint-Apolloniakapel, aan Renkensstraat 25, uit 1852
  - Sint-Donatuskapel, aan Heesbeemd bij no 10, uit 1926
  - Heilig-Hartkapel, aan De Steeg 36, uit 1910
  - Heilig-Hartkapel, aan de Schoutstraat bij no 4, uit 1995
  - Sint-Jozefkapel, aan de Renkensstraat bij no 3, uit 1793
  - Onze-Lieve-Vrouwekapel, aan de Hoogbroek, uit 1870
  - Onze-Lieve-Vrouwe-ter-Noodkapel, aan Den Eigen bij no 29, veldkapel uit 1676
  - Kerkhofkapel, uit einde 19e eeuw
  - Onze-Lieve-Vrouw-van-Smartenkapel, aan Frankrijkweg, uit de 2e helft van de 18e eeuw
- Attractiepark Toverland

## Natuur en landschap
Ruim 80% van het Sevenums grondgebied (totaal 20,23 km²) was bij de opheffing van de gemeente nog landbouwgrond, gelegen op relatief hoge zandgronden. Sevenum ligt op ongeveer 26 meter boven NAP. Een belangrijke beek is de Groote Molenbeek die ten zuiden en oosten langs de plaats stroomt. Zijbeken hiervan zijn de Blakterbeek en de Elsbeek. Ook de Gekkengraaf loopt in het oosten over het grondgebied van Sevenum. Natte natuurgebieden zijn Elsbeemden en Molenbeekdal ten zuiden, en Heesbeemden ten noordwesten van Sevenum.
Ten zuiden van Kronenberg ligt het droge naaldboscomplex Kronenbergerheide, Heesberg, Steegberg en Schatberg, waar ook voorzieningen voor intensieve recreatie te vinden zijn, namelijk een camping, een visvijver, een bungalowpark en attractiepark Toverland.

## Dialect

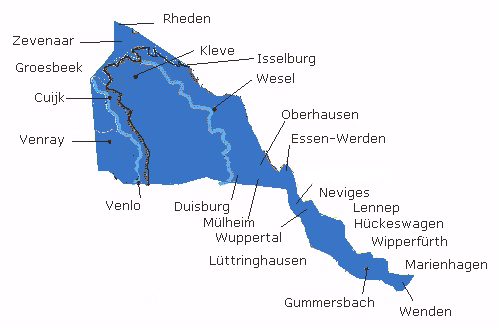
Kaart van het Kleverlands

Sevenum ligt dicht bij het snijpunt van de Uerdinger linie (ik/ich) en de koud/kalt-isoglosse. Daarmee is het Sevenums een overgangsdialect tussen Noord-Limburgs, Limburgs en Brabants. Zie ook de kaart hier rechts.
Streektaal.net rekent Sevenum-dorp en Kronenberg nog tot het Limburgs taalgebied, maar Evertsoord al tot het Noord-Limburgs taalgebied.
Door invloed van het Sevenums dialect ("Zaerums") wordt 'Sevenum' in het Nederlands vaak uitgesproken als "Zevenum".

## Verkeer
Sevenum is te bereiken via de A67, de A73 of de Midden-Peelweg (N277). Tussen Horst en Sevenum ligt treinstation Horst-Sevenum, aan de spoorverbinding tussen Venlo en Eindhoven.

## Media
De lokale radio-omroep Sevenum (L.O.S.) is in 1997 door een fusie met lokale omroepen in Horst (Rozah) en de Maasdorpen (S.L.O.M.) opgegaan in Stichting Streekomroep Reindonk, sinds 2019 actief als Omroep Horst aan de Maas.

## Geboren
- Henri Vullinghs (1883-1945), pastoor/verzetsstrijder
- Ger Hoeijmakers (1952), gitarist
- Henriëtte van Gasteren (1964), multimedia artiest
- Twan Huys (1964), journalist en presentator
- Tren van Enckevort (1970), accordeonist en toetsenist (Rowwen Hèze)
- Paul Verhaegh (1983), voetballer

## Overleden
- Fons Mertens (1917-2003), onderwijzer/verzetsstrijder

## Nabijgelegen kernen
Kronenberg, Koningslust, Horst, Maasbree, Blerick, Grubbenvorst, Hegelsom